# Clase Anaga
La clase Anaga es una serie de diez patrulleros de la Armada Española diseñados para la vigilancia de costas, pesca y salvamento. Cada navío lleva el nombre de un islote español. Todos fueron construidos por la Empresa Nacional Bazán, luego Izar y ahora Navantia, en San Fernando (Cádiz). Están siendo sustituidos por los Buques de Acción Marítima.

## Características
Estos buques tienen un casco de construcción totalmente en acero soldado con una superestructura de aluminio. Su autonomía es de doce días a 10 nudos, debido a la limitación en el almacenamiento de víveres y combustible. Para su armamento principal se utilizaron cañones Mk.22 de 76mm procedentes de viejos buques de fabricación estadounidense dados de baja por la Armada (en lugar de los Oto Melara del mismo calibre fabricados bajo licencia por la Empresa Nacional Bazán que se montaron en los de la clase Lazaga, construidos en la misma época), lo que unido a la falta de una adecuada dirección de tiro hace que su potencia de fuego sea en realidad muy escasa.

## Historial
El  Tagomago (P-22) fue atacado el 21 de septiembre de 1985 por fuerzas del Frente Polisario cuando se acercó a un kilómetro y medio de la costa para socorrer a los tripulantes del pesquero Junquito que habían sido secuestrados por los saharauis. En el transcurso de la operación perdió la vida uno de los marineros secuestrados, resultaron heridos dos tripulantes del patrullero y recibió 5 impactos de 20 mm y un cohete. El 20 de diciembre de 2003, embarrancó en Yaiza, Lanzarote durante un temporal, pudiendo ser puesto a flote de nuevo sin daños
El  Ízaro (P-27) participó en las operaciones de recuperación del islote de Perejil, y en las tareas de vigilancia al buque de exploración subacuática Odissey Explorer.

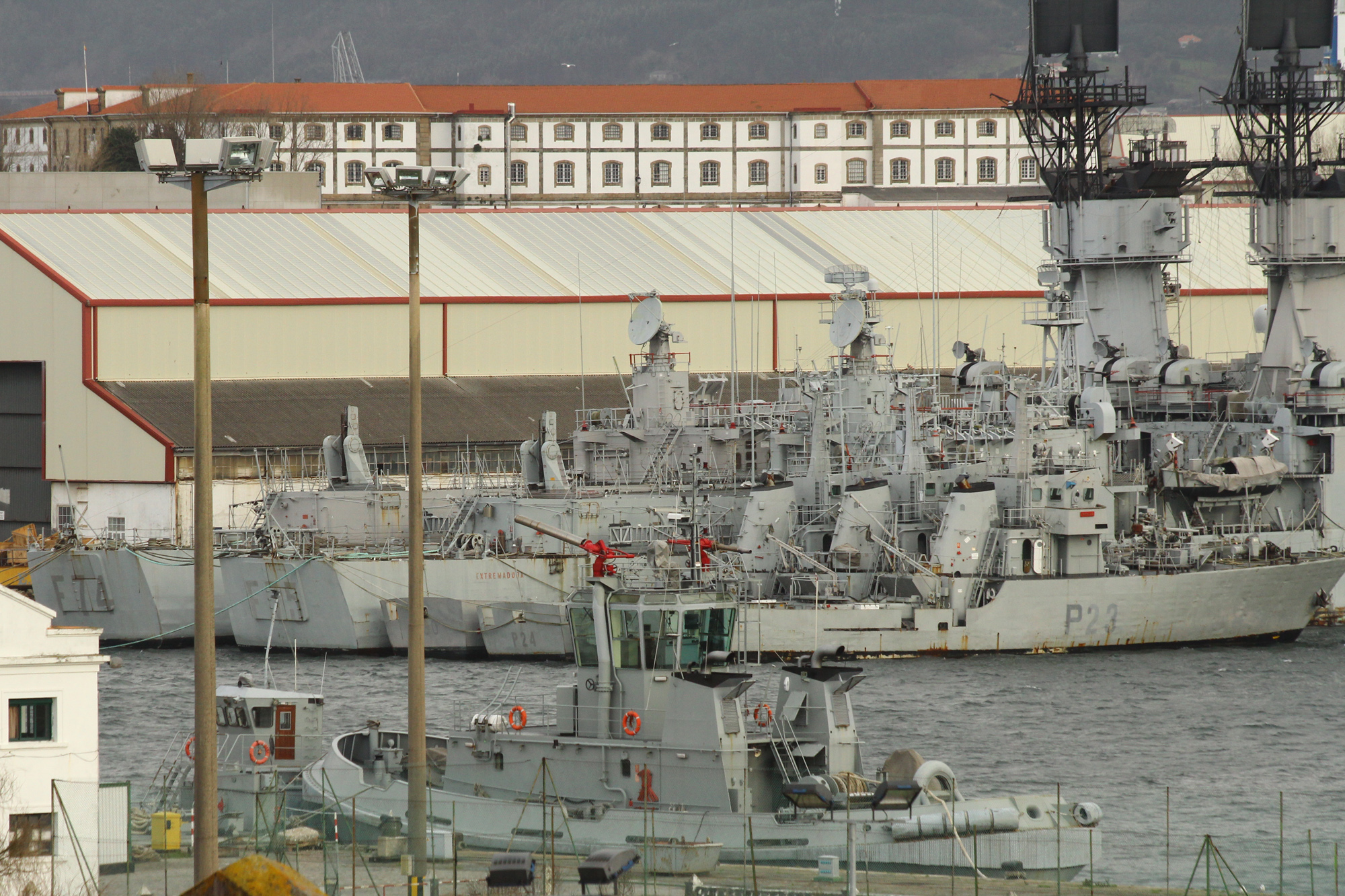
La fragata Asturias, la Extremadura y varios patrulleros clase Anaga, ya dados de baja, en Ferrol en 2013.

Al Deva (P-29), retirado en 2004, se le unieron en junio de 2010 el Anaga (P-21), el Marola (P-23), el Mouro (P-24) y el Bergantín (P-30), que ya habían sido inmovilizados a mediados de 2009.
El Ízaro (P-27) fue retirado en diciembre de 2010, y en abril de 2012, se firmó la resolución de baja del Grosa (P-25), con efecto de 6 de junio de 2012.

## Componentes
Alemania -  España -  Estados Unidos -  Italia -  Suiza

### Estructura
| Sistema | País              | Fabricante | Notas |
| ------- | ----------------- | ---------- | ----- |
| Casco   | Bandera de España | Bazán      |       |

### Electrónica
| Sistema             | País                      | Fabricante         | Notas                         |
| ------------------- | ------------------------- | ------------------ | ----------------------------- |
| Radar de navegación | Bandera de Italia         | Consilium Selesmar | 1 unidad del modelo RTM 12X/M |
| Radar de navegación | Bandera de Estados Unidos | Sperry Marine      | 1 unidad del modelo Mk-1270E  |

### Armamento
| Sistema                         | País                      | Fabricante      | Notas                                  |
| ------------------------------- | ------------------------- | --------------- | -------------------------------------- |
| Cañón                           | Bandera de Estados Unidos | FMC Corporation | 1 unidad del modelo 3"/50 Mk22         |
| Cañon de 20 mm                  | Bandera de Suiza          | Oerlikon        | 1 unidad del modelo 5 TG 20/85         |
| Ametralladoras ligeras (opción) | Bandera de Alemania       | Mauser          | 2 unidades del modelo MG-42 de 7,62 mm |

### Propulsión
| Sistema | País                                    | Fabricante | Notas                            |
| ------- | --------------------------------------- | ---------- | -------------------------------- |
| Motor   | Bandera de Alemania · Bandera de España | MTU Bazán  | 1 unidad del modelo 16V 956 SB90 |

## Unidades
| Identificativo    | Nombre    | Fecha botadura | Fecha entrada en servicio | Fecha retirada | Imagen |
| ----------------- | --------- | -------------- | ------------------------- | -------------- | ------ |
| P-21 (ex PVZ-21)  | Anaga     | 14/2/1980      | 14/10/1980                | 11/6/2010      |        |
| P-22 (ex PVZ-22)  | Tagomago  | 14/2/1980      | 30/1/1981                 | -              |        |
| P-23 (ex PVZ-23)  | Marola    | 11/4/1980      | 4/6/1981                  | 11/6/2010      |        |
| P-24 (ex PVZ-24)  | Mouro     | 21/4/1980      | 14/7/1981                 | 11/6/2010      |        |
| P-25 (ex PVZ-25)  | Grosa     | 15/12/1980     | 15/9/1981                 | 6/6/2012       |        |
| P-26 (ex PVZ-26)  | Medas     | 15/12/1980     | 16/10/1981                | -              |        |
| P-27 (ex PVZ-27)  | Ízaro     | 15/12/1980     | 9/12/1981                 | 3/12/2010      |        |
| P-28 (ex PVZ-28)  | Tabarca   | 15/12/1980     | 30/12/1981                | -              |        |
| P-29 (ex PVZ-29)  | Deva      | 24/11/1981     | 3/6/1982                  | 23/7/2004      |        |
| P-30 (ex PVZ-210) | Bergantín | 24/11/1981     | 28/7/1982                 | 11/6/2010      |        |